# Herniaria lusitanica subsp. lusitanica
Herniaria lusitanica subsp. lusitanica é uma subespécie de planta com flor pertencente à família Caryophyllaceae. 
A autoridade científica da subespécie é Chaudhri in Meded., tendo sido publicada em Bot. Mus. Herb. Rijks Univ. Utrecht 285: 341 (1968).
O seu nome é erva-seca.

## Portugal
Trata-se de uma subespécie presente no território português, nomeadamente em Portugal Continental.
Em termos de naturalidade é endémica da Península Ibérica.

## Protecção
Não se encontra protegida por legislação portuguesa ou da Comunidade Europeia.